# Блавацкий, Богдан Игоревич
Богдан Игоревич Блавацкий (укр. Богдан Ігорович Блавацький; род. 7 июня 1963, Малые Подлески, Львовская область) — советский и украинский футболист, футбольный тренер.
Окончил Львовский институт физкультуры (1991), Высшую школу тренеров при Национальном университете физкультуры и спорта в Киеве (1997).

## Карьера игрока
Первыми тренерами были Анатолий Крощенко и Михаил Рыбак.
В качестве игрока выступал за клубы КФК Украинской ССР «Мотор» (Куликов), «Ватра» (Рудно), «Спартак» (Самбор). В 1987 году добился звания лучшего бомбардира клубов Львовской области (51 мяч).
Также играл за «Сокол» (Львов).

## Карьера тренера
В 1997/98 — главный тренер клуба высшей лиги «Прикарпатье». Именно под его руководством прикарпатский клуб занял девятое место в элитном футбольном дивизионе, что стало лучшим показателем клуба в истории.
В 1999 возглавил клуб «Подолье» (Хмельницкий), в 2000—2003 работал в «Красилове».
Тренировал — в 2003/04 «Спартак» из Ивано-Франковска, в 2004/05 «Металлург-2» (Запорожье), в 2005/06 киевскую «Оболонь», в 2007/08 «Подолье» (Хмельницкий), в 2008/09 «Нива» (Винница).
В 2009 году переехал в Польшу, где работал с шароволским «Спартаком». 21 июля 2010 возглавил люблинский «Мотор», 30 сентября того же года покинул команду.
В апреле 2011 возглавил бурштынский «Энергетик». но 16 сентября 2011 после проигрыша «Нефтянику-Укрнефти» со счётом 0:2 подал в отставку.